# Ноутбук

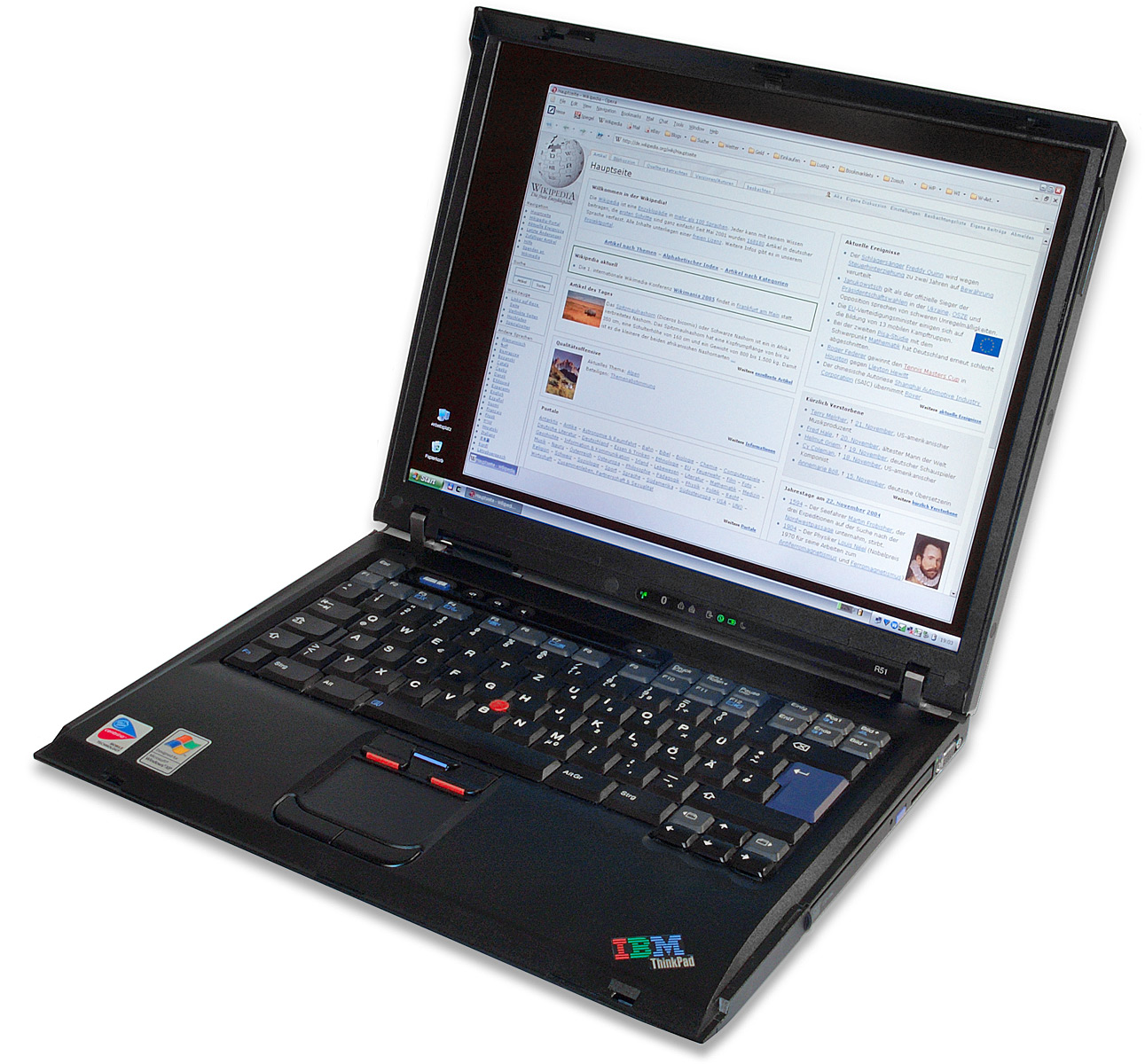
Ноутбук IBM ThinkPad R51

Ноутбук (англ. notebook — блокнот, блокнотний ПК) або лаптоп (англ. laptop — lap — коліна, top — на верху) — портативний персональний комп'ютер, в корпусі якого об'єднані типові компоненти ПК, включаючи дисплей, клавіатуру і вказівний пристрій (звичайно сенсорна панель або тачпад), а також акумуляторні батареї.
Ноутбуки відрізняються невеликими розмірами і вагою, час автономної роботи ноутбуків змінюється в межах від 1 до 15 годин.
В залежності від розмірів, ваги, можливостей та призначення розрізняють кілька типів лептопів:
- Субноутбук (ультра портативні);
- Тонкий та легкий (англ. Thin-and-lights);
- Середнньорозмірні (англ. Medium-sized);
- Замінники настільного комп'ютера (Desknote від англ. «Desktop» + «Notebook»);
- Для користування в складних навколишніх умовах.

## Історія

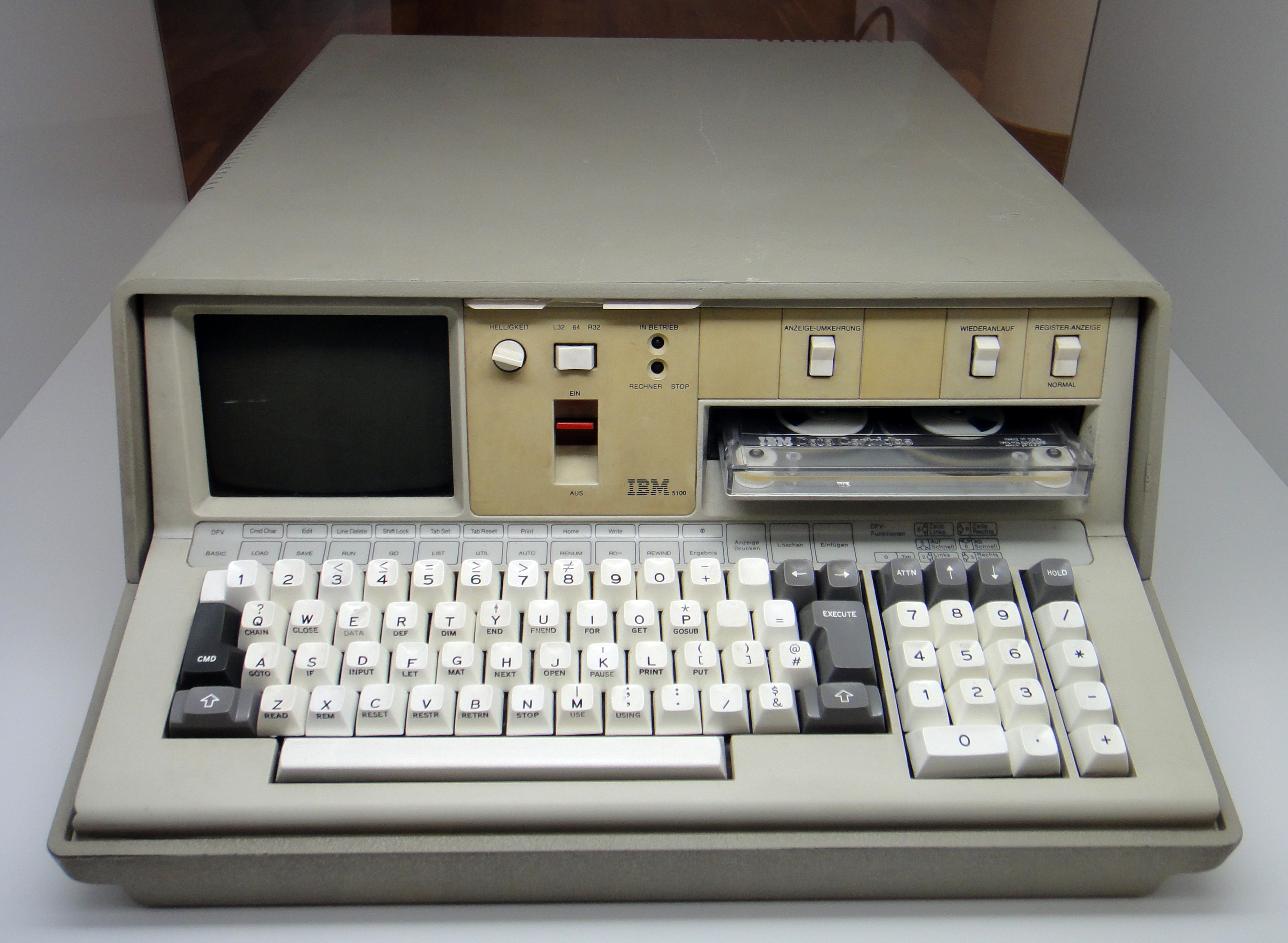
IBM 5100 1975 року — один із перших портативних комп'ютерів

Ідею створення портативної обчислювальної машини «розміром із блокнот, що має плаский монітор і вміє підключатися до мереж без дротів» висунув начальник дослідної лабораторії фірми Xerox Алан Кей (Alan Key) в 1968, назвавши її Dynabook.
1979 на замовлення NASA Вільям Могрідж (компанія Grid Systems) створив перший у світі ноутбук Grid Compass (оперативна пам'ять на ЦМД обсягом 340 КБ, процесор Intel 8086 з тактовою частотою 8 МГц, люмінесцентний екран). Цей ноутбук використовувався в програмі Space Shuttle.
Перша модель загального використання Osborne 1 (маса 11 кг, оперативна пам'ять 64 Кб, процесор Zilog Z80A з тактовою частотою 4 МГц, два дисководи 5,25 дюйми, три порти, у тому числі для підключення модему, монохромний дисплей 8,75х6, 6 см, вміщав 24 рядки по 52 символи; 69 клавіш) була створена винахідником Адамом Осборном (Adam Osborne) в 1981 і випущена на ринок за ціною $ 1795. Через маркетингову помилку, що полягала в тому, що початок продажів Osborne 1 було оголошено задовго до надходження перших машин в реалізацію, компанія збанкрутувала.
1982 компанія Compaq успішно представила IBM PC-сумісний портативний комп'ютер на базі процесора Intel 8080. З 1983 багато виробників комп'ютерної техніки вже мали власну лінійку ноутбуків (наприклад Epson HX-20). У 1984 фірма Apple випустила перший ноутбук з LCD; у 1986 IBM представила першу «трансформовану» модель ноутбука на базі процесора Intel (маса 5,4 кг, дисковод 3,5 дюйми) за ціною $ 3500.
1990 Intel показав перший спеціалізований процесор для мобільних ПК — Intel386 SL, а також запропонував технологію зниження напруги живлення, яка збільшила термін служби батарей.

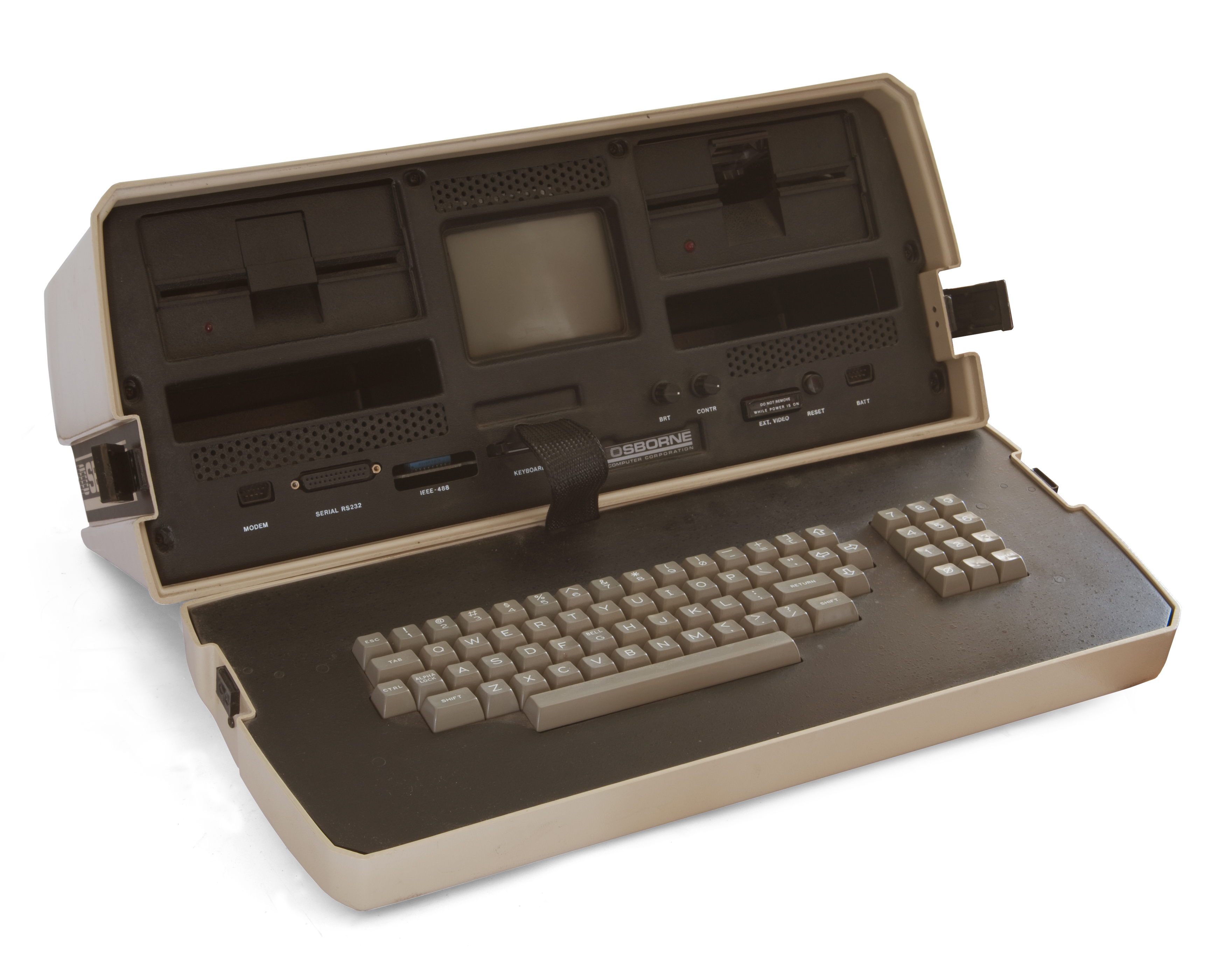
Osborne 1
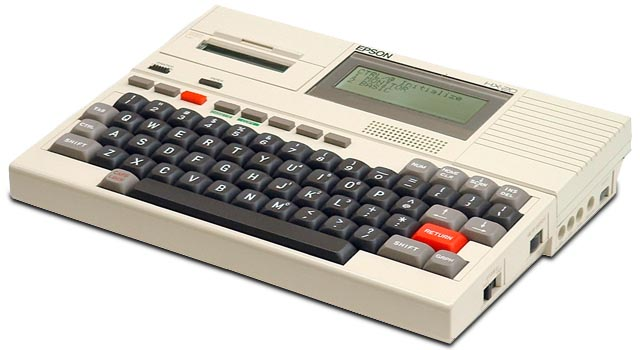
Epson HX-20[en]
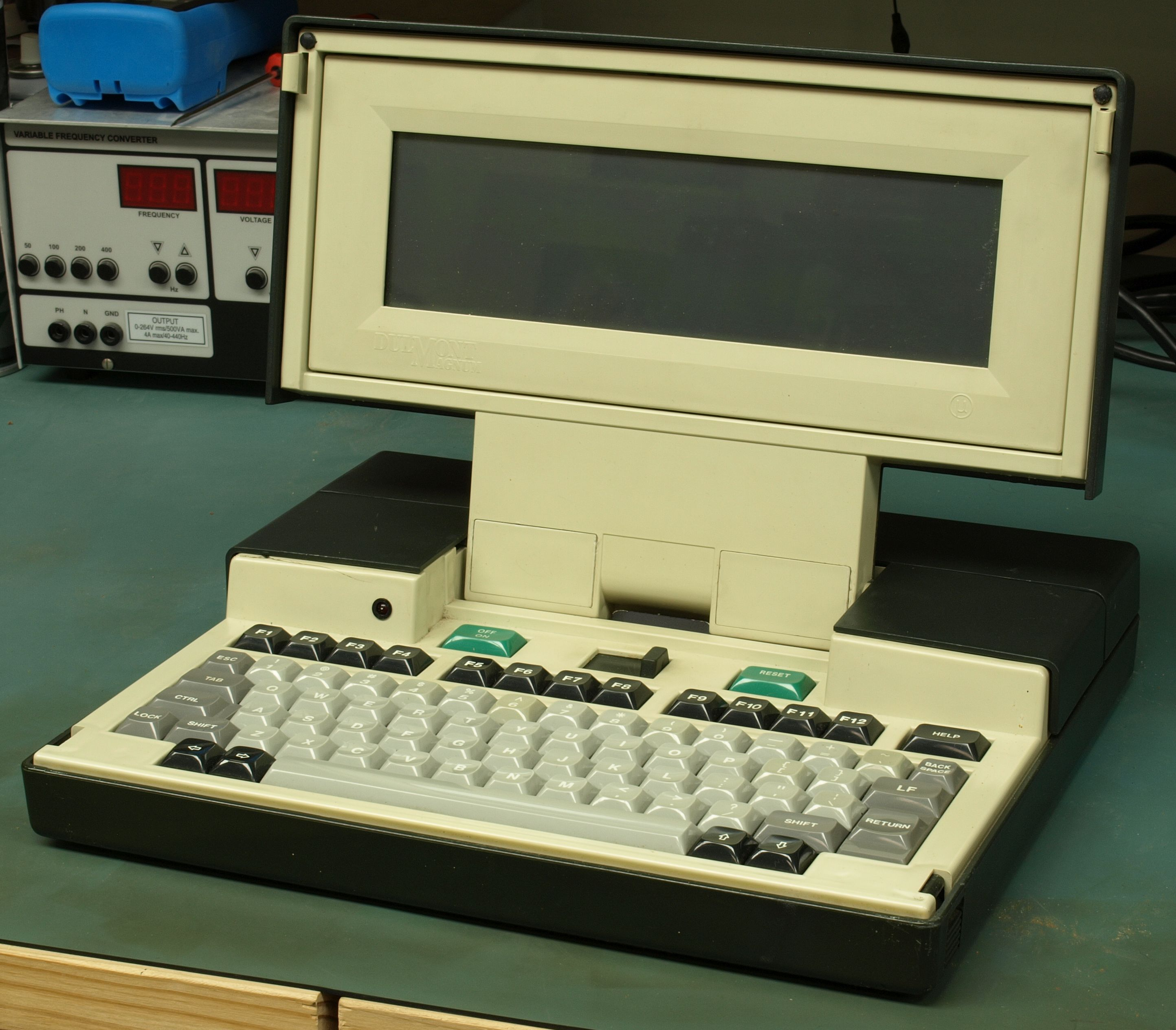
Dulmont Magnum[en]
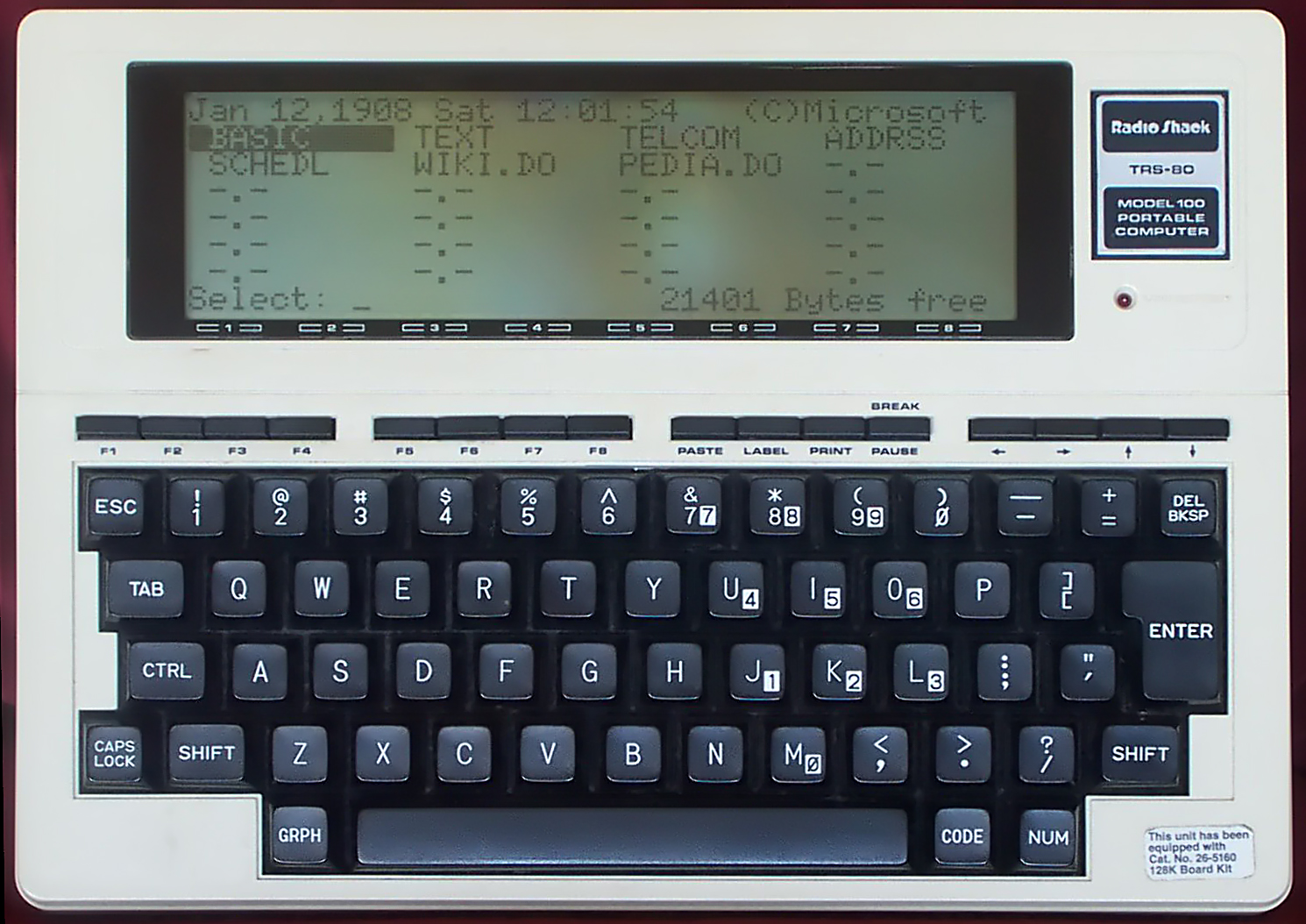
TRS-80 Model 100[en]
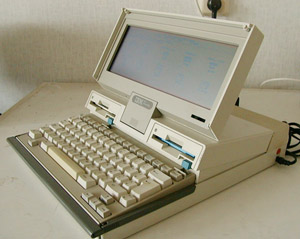
IBM PC Convertible
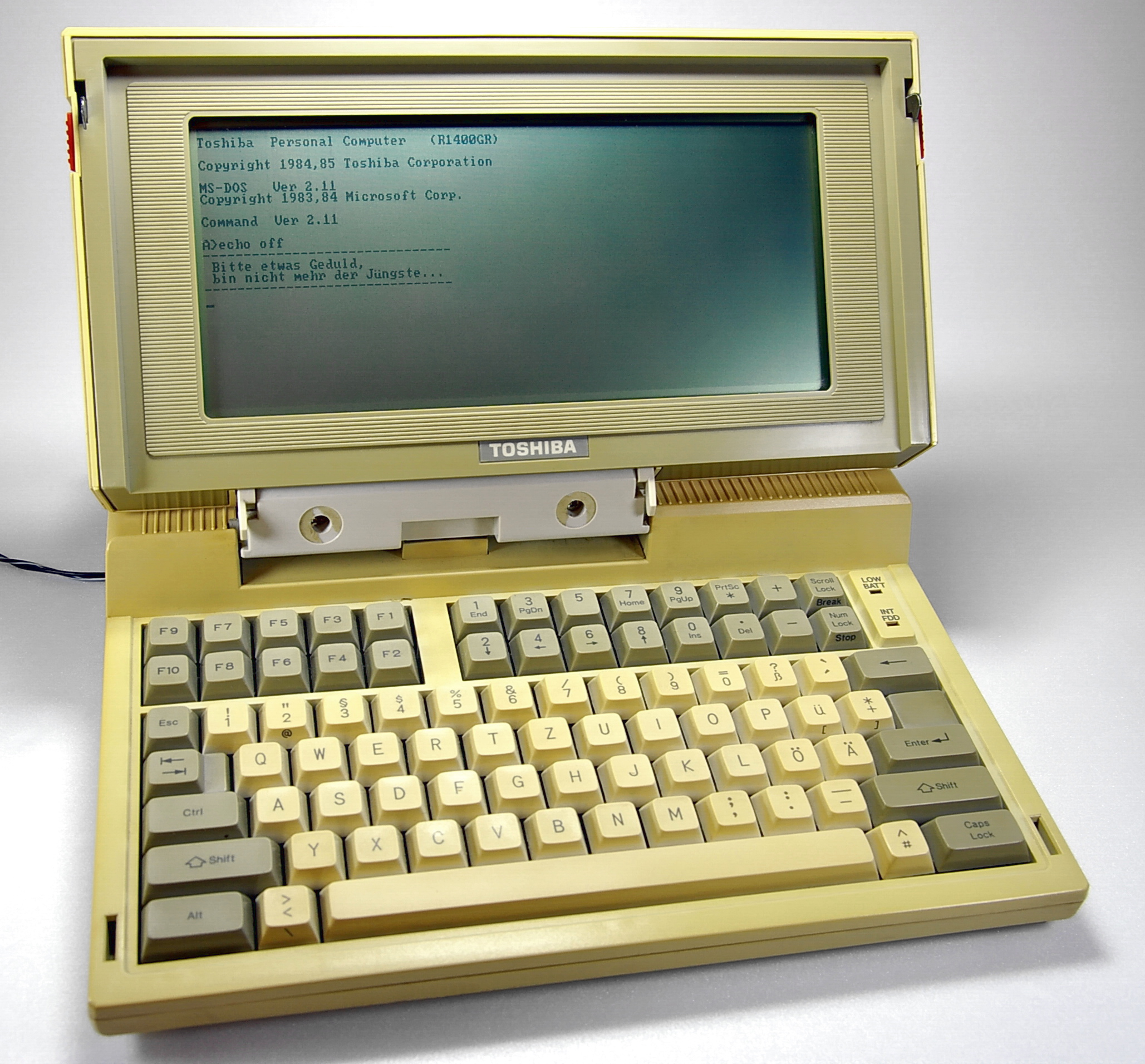
Toshiba T1100[en]
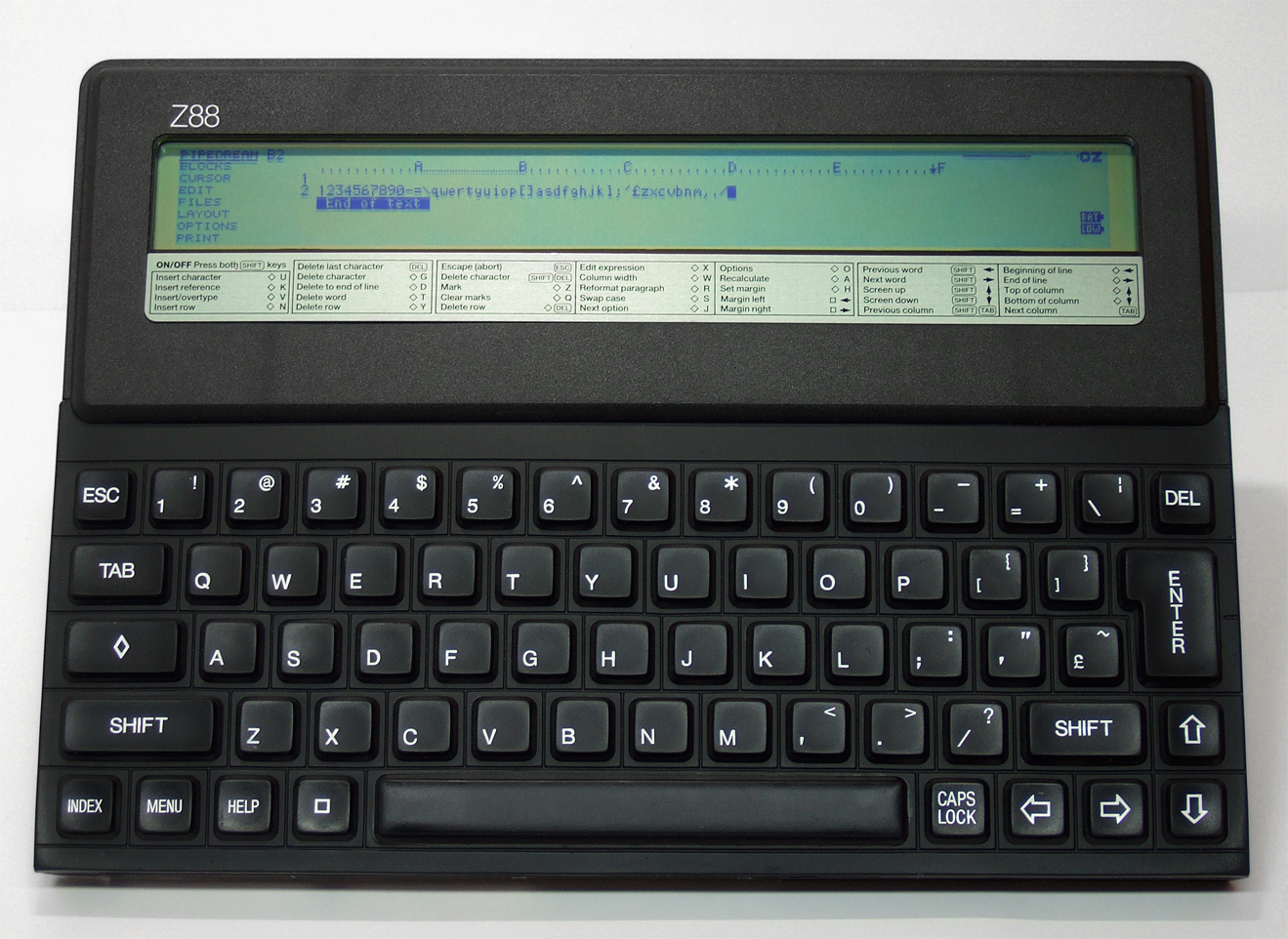
Cambridge Z88[en]
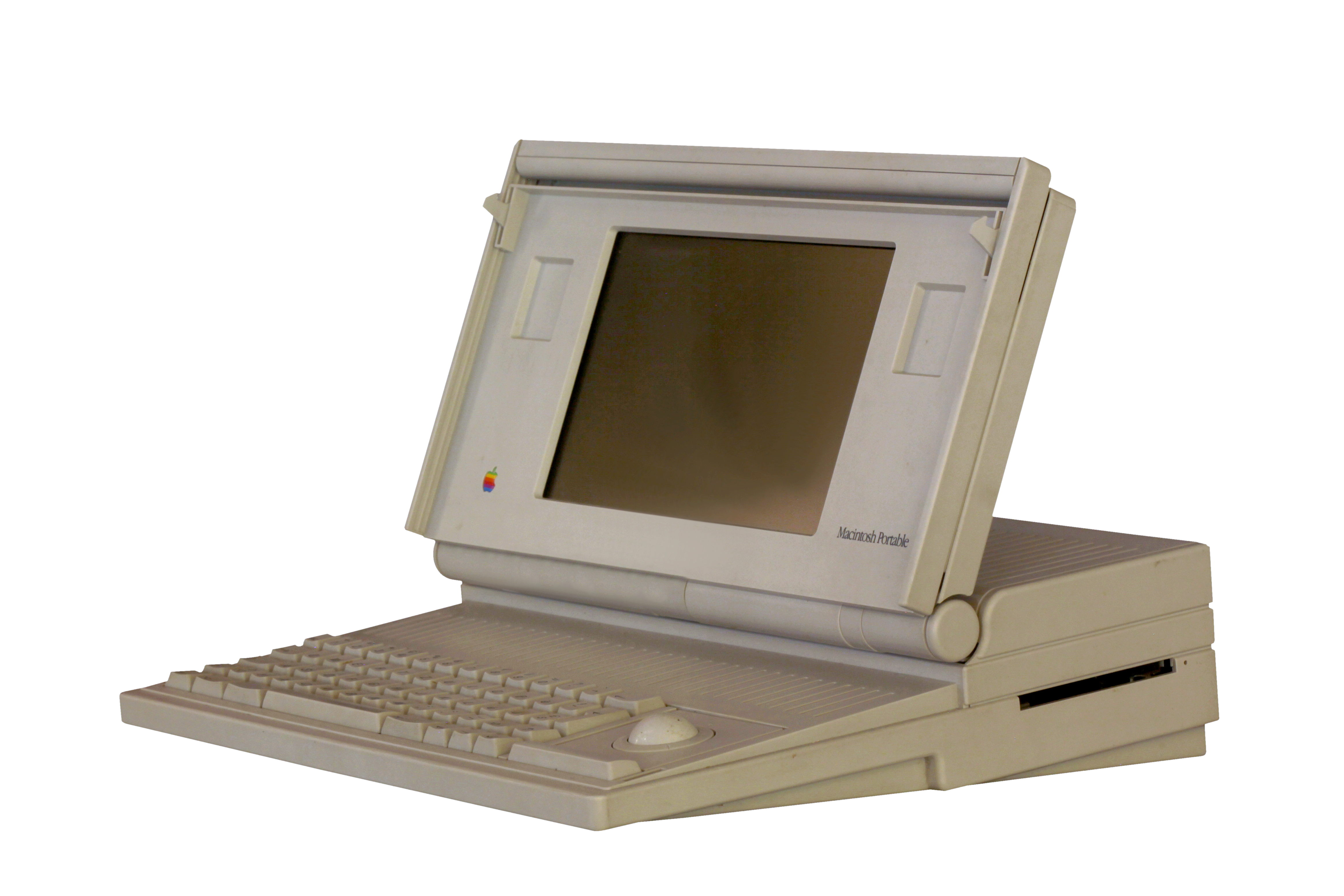
Macintosh Portable[en]

## Будова лептопа
Ноутбук по суті є повноцінним комп'ютером. Але для забезпечення мобільності, портативності і енергонезалежності всі комплектуючі мають своєрідні особливості.
Клавіатура ноутбука виконана за спеціальною технологією і являє собою декілька шарів тонкого пластику з контактними майданчиками, що дозволяє зменшити товщину до декількох міліметрів.
Корпус ноутбука звичайно виконаний з високоміцного пластику. Всередині він покритий спеціальною тонкою металевою фольгою для ізоляції електронної начинки від впливу зовнішніх електромагнітних полів. По периметру, як правило, виконаний металевий корд, що надає додаткову міцність корпусу. Там же містяться роз'єми COM, LPT або VGA тощо для під'єднання зовнішніх пристроїв, та зазвичай Кенсінгтонський замок.
Як вказівний пристрій в ноутбуках широко поширений так званий тачпад — сенсорна панель, що реагує на дотик пальця.
Матриця ноутбука являє собою повноцінний рідкокристалічний монітор. Всередині верхньої кришки ноутбука вміщено все, що необхідно для її повноцінної роботи — безпосередньо матриця, шлейфи, що передають дані, інвертор для забезпечення роботи лампи підсвічування і деякі додаткові пристрої (наприклад: вебкамера, колонки, мікрофон, антени бездротових модулів Wi-Fi і Bluetooth).
Привод ноутбука позбавлений механіки, що висуває лоток, тому його вдалося зробити настільки тонким при збереженні всіх функцій повноцінного приводу. Більшість сучасних приводів мають стандарт DVD-RW, проте в дорогих мультимедійних ноутбуках часто можна зустріти привід стандарту Blu-ray.
Оперативна пам'ять ноутбука завдяки більш високій щільності розташування чипів при меншому розмірі має характеристики, які можна порівняти з пам'яттю звичайного комп'ютера.
Система охолодження ноутбука складається з кулера, який забирає повітря з вентиляційних отворів на днищі ноутбука (саме тому ноутбук можна використовувати тільки на твердій рівній поверхні, інакше порушується охолодження) і продуває його через радіатор, який мідним тепловідводом з'єднаний з процесором і іноді чипсетом материнської плати.
Процесор ноутбука за зовнішнім виглядом і розмірами дуже схожий на процесор звичайного комп'ютера, однак, усередині нього реалізована велика кількість технологій, що знижують енергоспоживання і тепловиділення, наприклад, технологія Centrino.
Жорсткий диск ноутбука, попри маленький розмір (завдяки використанню магнітних носіїв діаметром 2,5 дюйма), має обсяг, який можна порівняти з об'ємом жорсткого диска для стаціонарного комп'ютера. Найбільш розповсюджений інтерфейс підключення SATA, проте ще досить часто можна зустріти інтерфейс IDE, особливо в старих ноутбуках. Нещодавно з'явилися так звані твердотілі жорсткі диски (SSD), розроблені на основі flash-пам'яті.

## Класифікація ноутбуків
Існує дві основні системи класифікації ноутбуків, які доповнюють одна одну
Класифікація на основі розміру діагоналі дисплея:
- 17 дюймів і більше — «заміна настільного ПК» (англ. Desktop Replacement);
- 14–16 дюймів — масові ноутбуки (спеціальної назви для даної категорії ноутбуків не передбачено);
- 11–13,3 дюйма — субноутбуки;
- 7–12,1 дюйма — нетбуки.

Пристрої з діагоналлю екрана менш 7 дюймів виділяють в спеціальну категорію «надолонних ПК» (Handheld PC).
Класифікація за розміром діагоналі екрана досить умовна. Екрани з однаковою діагоналлю, але різним співвідношенням сторін, мають різну площу.
Сучасні ноутбуки випускаються переважно із співвідношенням сторін 16/10. А це означає, що корисна площа екрану таких ноутбуків на 11 % нижче від корисної площі екрану більш ранніх моделей із співвідношенням сторін 4/3. Таким чином, екран із співвідношенням сторін 16/10 і діагоналлю 21 дюйм менший за свого попередника з тією ж діагоналлю, але співвідношенням сторін 4/3, на цілу площу екрану з діагоналлю 7 дюймів. Однак, екрани із співвідношенням сторін 16/9 і 16/10 менш зручні в тих випадках, коли потреба застосування має вертикальний простір (робота з текстом, програмування тощо), але зручніші при перегляді фільмів і в комп'ютерних іграх. Кон'юнктура ринку змусила виробників ноутбуків зробити саме такий вибір.

### Заміна настільного ПК (Desktop Replacement)
Як заміну настільного ПК зазвичай позиціонуються ноутбуки з діагоналлю екрана 17 дюймів і вище. Габарити і вага таких портативних комп'ютерів досить значні, що робить їх незручними в перенесенні. Проте відносно великий розмір дисплея забезпечує більш комфортну роботу, а об'ємний корпус дозволяє встановити потужні компоненти і забезпечити їм достатнє охолодження. Іноді в ноутбуках використовуються настільні варіанти процесорів і системної логіки, такі пристрої називаються дескноутами (від. англ.: DESKtop + NOTEbook = desknote). Ряд виробників встановлює у великі ноутбуки 2 жорсткі диски, які зазвичай об'єднані в RAID-масив.

### Ноутбуки з діагоналлю екрана 14–16 дюймів
Для ноутбуків з діагоналлю екрана 14–16 дюймів не придумано спеціального позначення. Ноутбуки цієї категорії найбільш поширені. Вони мають прийнятні габарити і вагу при збереженні гідного рівня продуктивності.

### Субноутбуки

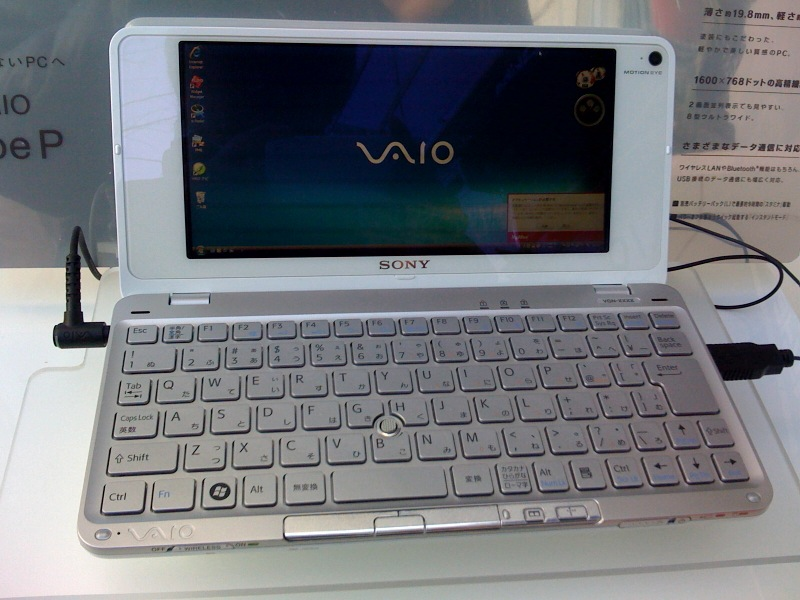
Субноутбук Sony VAIO P

Субноутбуками називають ноутбуки з діагоналлю екрана 11-13,3 дюйма. Такі ноутбуки відрізняються малими габаритами і вагою, однак маленький розмір екрану знижує зручність роботи з таким пристроєм. Розміри субноутбуків не дозволяють встановити потужні компоненти, оскільки виникають проблеми з охолодженням, тому в них часто застосовують мобільні процесори зі зниженим енергоспоживанням (моделі LV або ULV). Субноутбуки рідко оснащуються дискретними графічними адаптерами, а в деякі моделі не встановлюється дисковод оптичних дисків.

### Нетбуки
Нетбуки як окрема категорія ноутбуків були виділені з категорії субноутбуків в першому кварталі 2008 компанією Intel. Розмір діагоналі нетбуків від 7 до 12,1 дюйма. Нетбуки орієнтовані на перегляд вебсторінок, роботу з електронною поштою та офісними програмами. Для цих ноутбуків розроблені спеціальні енергоефективні процесори Intel Atom, VIA C7, VIA nano, AMD Geode. Малий розмір екрану, невелика клавіатура й низька продуктивність подібних пристроїв компенсується помірною ціною і відносно великим часом автономної роботи. Габарити зазвичай не дозволяють встановити в нетбук дисковод оптичних дисків, однак Wi-Fi-адаптер є обов'язковим компонентом. Станом на 2017 рік нетбуки перестали користуватися попитом і майже зникли з продажу. Їх витіснили супербуки і звичайні ноутбуки, які мають такий же або й більший час роботи батареї і лише трохи більшу вагу (основні переваги нетбуків на той час, як тільки вони з'явилися).

### Бюджетні ноутбуки
Бюджетні ноутбуки — ноутбуки з низькою ціною і обмеженими можливостями. Такі ноутбуки засновані на дешевих процесорах Intel Celeron M і AMD Mobile Sempron, а також молодших моделях Intel Core 2 Duo і AMD Turion, іноді застосовуються процесори VIA C7. Бюджетні процесори найчастіше мають не найкращу енергоефективність, що негативно позначається на часі автономної роботи ноутбуків. У ряді надбюджетних моделей відсутній Wi-Fi-адаптер. Діагональ екрана бюджетного ноутбука зазвичай 14-15, хоча низка виробників пропонує моделі з діагоналлю 17.
Особливу позицію в ряду бюджетних ноутбуків займають нетбуки з діагоналлю екрана 7 — 10,2 дюйма. Дані пристрої спочатку розроблялися для нижнього цінового сегменту, проте їх продуктивність і комфорт роботи низькі, а вартість багатьох моделей можна порівняти зі звичайними бюджетними ноутбуками, що робить їх не найкращим вибором на роль основного комп'ютера.
З метою зниження вартості бюджетні ноутбуки часто постачаються без попередньо встановленої операційної системи, або з попередньо встановленою FreeDOS або ОС на базі GNU / Linux.

### Ноутбуки середнього класу
Ноутбуки середнього класу — найбільша і досить розмита категорія ноутбуків. Діагональ екрану такого пристрою може бути будь-якою. Ноутбуки даної категорії не володіють видатною продуктивністю, відеоадаптер — вбудований або дискретний молодших серій, процесор — початковим і середнім рівнем. Корпус таких портативних комп'ютерів, як правило, виконаний із пластику, дизайн простий, не виділяється. Операційна система в більшості випадків — Windows Vista Home Basic або Windows Vista Home Premium, зустрічається також Windows XP Home Edition.
Виробники зазвичай відносять моделі середнього класу до офісних і mainstream-серій, іноді такі портативні комп'ютери позиціонуються як «мультимедійні ноутбуки економ-класу» або навіть як «ігровий ноутбук економ-класу» (у цьому випадку в ноутбуці встановлена відеокарта середнього рівня і недорогий процесор). Більшу частину ноутбуків категорії «заміна настільного ПК» також можна віднести до ноутбуків середнього класу.

### Бізнес-ноутбуки
Бізнес-ноутбуки призначені для ділових людей. За своїми технічними характеристиками бізнес-ноутбуки практично аналогічні ноутбукам середнього класу і відрізняються від них в основному строгим і лаконічним дизайном, а також застосуванням більш дорогих матеріалів. Бізнес-ноутбуки досить часто відносяться до категорії субноутбуків (призначені в першу чергу для тих, хто часто їздить у відрядження), рідко — до категорії «заміна настільному ПК» (для тих, кому виносити ноутбук за межі офісу не потрібно). Деякі моделі комплектуються професійними відеокартами Quadro NVS, призначеними для виведення інформації на декілька зовнішніх дисплеїв (дані відеоадаптери сертифіковані для корпоративного застосування. Зустрічаються навіть бізнес-нетбуки (HP 2133 Mini-Note PC). На бізнес-ноутбуки як правило попередньо встановлювати ОС Windows 7 Professional Edition.

### Мультимедійні ноутбуки
Мультимедійні ноутбуки — ще одна досить розмита категорія ноутбуків. Позиціонування портативного ПК як «медіа» залежить від виробника. Зазвичай до мультимедійних відносять ноутбуки з відеокартами і процесорами середнього класу, що дозволяє використовувати ноутбук практично в будь-яких цілях, в тому числі і для більшості комп'ютерних ігор.
Розмір діагоналі екрану мультимедійних ноутбуків 15 — 17 дюймів, мультимедійні ноутбуки з меншою діагоналлю майже не зустрічаються, оскільки маленький розмір дисплея ускладнює виконання мультимедійних функцій. Прості мультимедійні ноутбуки практично не відрізняються від ноутбуків середнього класу. Іноді можна зустріти невеликий екран на задній стороні кришки, що дозволяє переглядати зображення і відеокліпи не відкриваючи ноутбук. Досить часто зустрічається можливість перегляду фільмів та інших мультимедійних файлів без завантаження операційної системи. Просунуті мультимедійні ноутбуки оснащуються ТВ-тюнером і пультом дистанційного керування. Як ОС зазвичай використовують Windows XP Media Center Edition або Windows Vista Home Premium.

### Ігрові ноутбуки
Ігрові ноутбуки призначені для комп'ютерних ігор. Основна відмінність ігрового ноутбука — продуктивний процесор і потужна відеокарта. Попри те, що мобільні версії відеокарт поступаються настільним, вони здатні забезпечити достатньо комфортні умови для гри в сучасні вимогливі ігри. Деякі виробники пропонують ноутбуки з двома графічними адаптерами, що працюють в режимі SLI / Crossfire. Найчастіше ігрові ноутбуки володіють агресивним дизайном, такі моделі можна віднести до класу іміджевих ноутбуків.

### Мобільні робочі станції
Ноутбуки класу мобільних робочих станцій призначені для професійної роботи в програмах тривимірного моделювання та САПР. Ключовою відмінністю мобільної робочої станції від інших ноутбуків є використання мобільних версій професійних відеокарт NVidia Quadro FX або ATI FireGL. Зазвичай на подібних ноутбуках встановлений продуктивний процесор, а дисплей має велику роздільну здатність (аж до 1920х1200 на моделях з розміром діагоналі екрана 15,4 — 17 дюймів).

### Іміджеві ноутбуки
Іміджеві ноутбуки виділяються серед інших яскравим і незабутнім дизайном. Для виготовлення корпусів іміджевих ноутбуків часто застосовуються такі матеріали як сталь, алюміній, карбон та інші незвичайні матеріали. Зустрічаються моделі, прикрашені якими-небудь коштовностями. Типовий іміджевий ноутбук відноситься до класу субноутбуків, однак іміджеві моделі зустрічаються серед моделей всіх розмірів. До класу іміджевих ноутбуків іноді відносять деякі моделі ігрових і бізнес-ноутбуків. Продуктивність іміджевих ноутбуків може бути досить низькою (компактні моделі), а може бути і дуже високою (Dell Adamo, MacBook Pro, ігрові ноутбуки Asus Lamborgini, Acer Ferrari й інші).

### Захищені ноутбуки

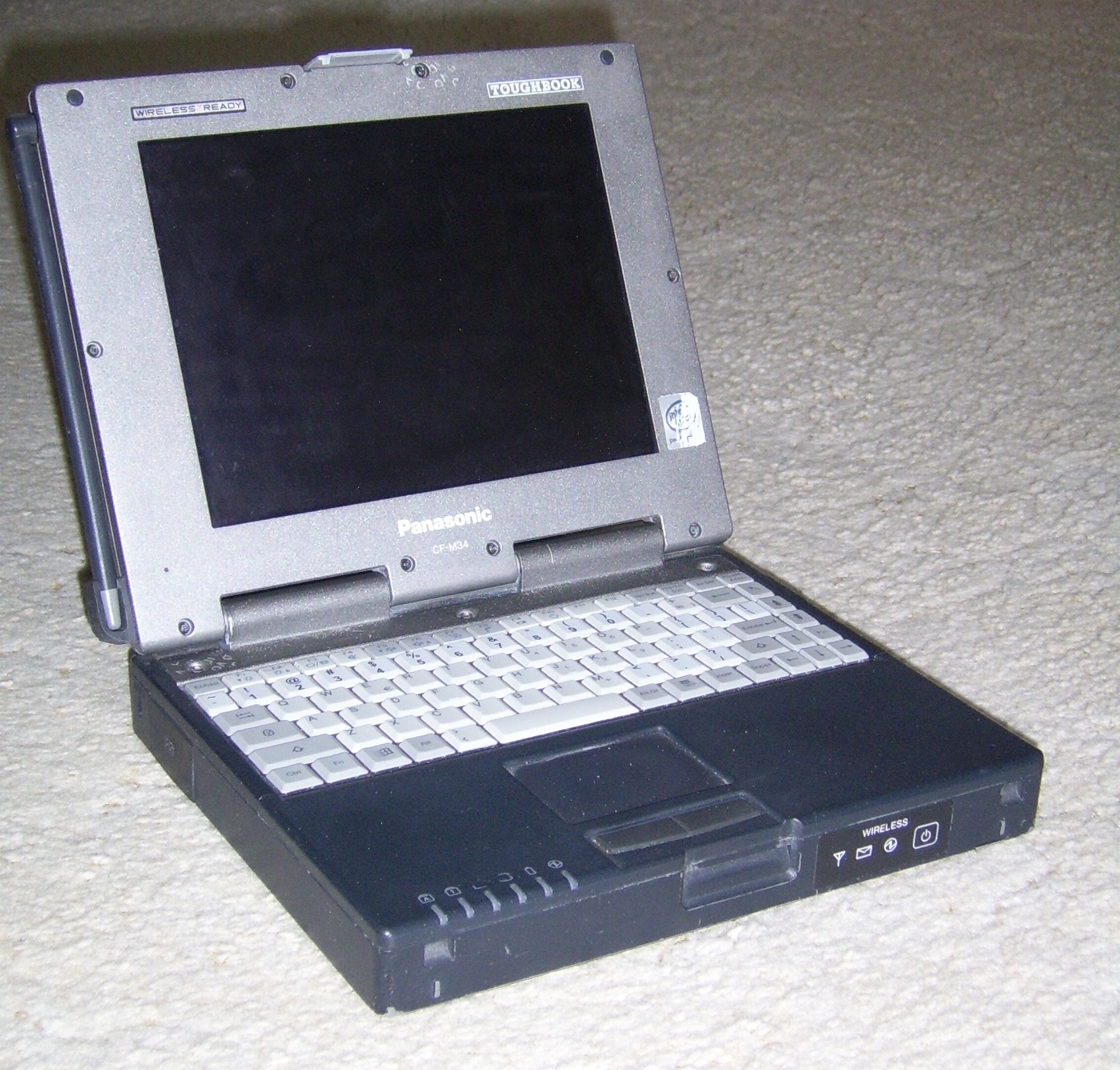
Захищений ноутбук Toughbook

Захищені ноутбуки («позашляховики») призначені для роботи в екстремальних умовах. Вони мають підвищену стійкість до вібрації, ударів, великої запиленості і вологості, агресивних хімічних середовищ, можуть працювати при екстремальних температурах. Виробники пропонують моделі з різними класами захисту. Такі ноутбуки знаходять застосування в армії, аварійно-рятувальних службах (МНС, пожежники тощо), можуть слугувати промисловими комп'ютерами тощо. Найчастіше подібні пристрої розробляються за спеціальним замовленням державних організацій (в основному, збройних сил). У захищених ноутбуках використовуються спеціальні компоненти, стійкі до зовнішніх впливів. Широке застосування знаходять твердотілі жорсткі диски (SSD). Широкому розповсюдженню захищених ноутбуків перешкоджає їх висока ціна і велика вага.

### Ноутбуки з сенсорним екраном (планшетні ноутбуки)
Ноутбуки з сенсорним екраном є гібридом планшетного ПК і ноутбука, тому такі комп'ютери також називають планшетними ноутбуками. Від планшетних ПК їм дістався сенсорний екран, а від ноутбука корпус з повноцінною клавіатурою. Позиціонування подібних портативних комп'ютерів залежить від виробника, дехто відносить ці пристрої до ноутбуків, інші — до планшетних комп'ютерів. Як правило дисплей на таких ноутбуках зроблений поворотним, що значно розширює функціональність пристрою і дозволяє використовувати його і як ноутбук, і як повноцінний планшетний ПК. Діагональ екрану планшетних ноутбуків зазвичай не перевищує 15 дюймів, продуктивність досить середня. Ці особливості пов'язані з високою вартістю і відносно великим енергоспоживанням сенсорних панелей.
Перевагою таких ноутбуків перед іншими категоріями портативних комп'ютерів є можливість вводити інформацію безпосередньо на екрані, а перед планшетними ПК — повноцінна клавіатура, що дозволяє без проблем набирати більші обсяги тексту. Основними недоліками є велика вартість і відносно низька продуктивність подібних пристроїв. До недоліків також можна віднести меншу надійність поворотного шарніра (в порівнянні з традиційними ноутбуками).

### Ноутбуки з окулярами віртуальної реальності
Ноутбуки з окулярами віртуальної реальності наразі не випускаються масово, але вже є перша тестова модель.

## Технічні характеристики
Ноутбуки працюють від акумулятора, але також існує можливість роботи і через адаптери, які заряджають батарею ноутбука. На початку 21 століття в ноутбуках використовуються літієво-йонні та літієво-полімерні акумулятори.
Щодо дисплею, то застосовуються два типи покриття дисплею — матове і глянцеве. Зображення на екрані з глянцевим покриттям виходить більш контрастне і яскраве, проте часто виникають незручності в роботі через дзеркальний ефект: світло не розсіюється по поверхні екрану і покриття дає дуже яскраві відблиски у випадку, якщо за спиною користувача розташоване будь-яке джерело світла. Матове покриття, навпаки, робить зображення менш контрастним, але не створює відблисків.

## Опції
Портативні комп'ютери здатні виконувати всі ті ж завдання, що й настільні комп'ютери, хоча при рівній ціні, продуктивність ноутбука буде істотно нижчою. Ноутбуки містять компоненти, подібні до тих, які встановлені в звичайних комп'ютерах і виконують ті ж функції, але мініатюризовані та оптимізовані для мобільного використання й ефективної витрати енергії. Портативні комп'ютери зазвичай мають рідкокристалічний дисплей (Liquid Crystal Display, LCD) і використовують модулі пам'яті типу SO-DIMM (Small Outline DIMM) (а не великий модуль DIMM, що використовується в настільних комп'ютерах). На додаток до вбудованої клавіатури, вони можуть містити touchpad або pointstick. Також можуть підключатися зовнішні комп'ютерні маніпулятори типу миша, додаткова клавіатура або монітор.

## Виробництво
Ноутбуки випускаються великим числом компаній. Серед них Acer, Apple, ASUS, Dell, Fujitsu, Gateway, HCLTech, Hewlett-Packard, Lenovo, Panasonic, Samsung, Sony, Toshiba та ін. Також вони випускаються компаніями, що діють на ринках окремих країн. Проте виробництвом ноутбуків займаються набагато менше компаній. Наприклад такі бренди як Hewlet Packard, IBM, Dell, Gateway, Sony, Micron, Toshiba самі не виробляють ноутбуки, а замовляють їх у сторонніх виробників (OEM).
Виробниками ноутбуків часто є такі компанії: Quanta виробляє ноутбуки для безлічі відомих брендів, серед яких Sony, Lenovo, Hewlett Packard, Apple.
Compal провадить деякі моделі IBM і Dell, а також Hewlett Packard.
Clevo випускає популярні ігрові ноутбуки Alienware і Voodoo.
Серед брендових виробників є і такі, що володіють своїми виробничими лініями, наприклад, Asus, Apple.
Після виробництва апаратної частини ноутбука і збирання компонентів стороннім виробником, постачальнику з відомим ім'ям залишається тільки встановити в ноутбук жорсткий диск із встановленим програмним забезпеченням, поставити клавіатуру з мовою потрібного регіону і упакувати ноутбук.
Природно, такий підхід до виробництва не означає що ноутбуки всіх відомих брендів однакові за якістю, так як, зрештою, все залежить від проекту ноутбука, який найчастіше надається інженерами компаній-замовників і містить різні вимоги до вибору і розташування компонентів, що використовуються, тощо Саме тому ноутбуки від провідних брендових компаній найчастіше виходять якісніше (і дорожче), ніж ноутбуки від менш іменитих постачальників.

## Порівняння ноутбуків і настільних комп'ютерів
Переваги ноутбуків перед настільними ПК:
- Мала вага і габарити. Навіть ноутбуки категорії заміна настільного ПК можна легко перемістити в інше місце. Ноутбук можна взяти у відрядження, на дачу, у відпустку. Переміщення настільного комп'ютера в іншу кімнату / кабінет часто є проблемою, не кажучи вже про переміщення в інше місто.
- Для роботи не обов'язково під'єднувати зовнішні пристрої. Ноутбук має у своєму складі вбудовані дисплей, клавіатуру і пристрій вказівки (звичайно тачпад), а до настільного комп'ютера всі ці пристрої необхідно під'єднувати окремо.
- Можливість автономної роботи. Наявність акумулятора дозволяє ноутбуку працювати в умовах, коли, електрична мережа не доступна (в поїзді, літаку, автомобілі, кафе і просто на вулиці). Настільний комп'ютер може працювати автономно дуже недовгий час і тільки за наявності джерела безперебійного живлення.
- Можливість підключення до бездротових мереж. Практично всі ноутбуки (за винятком деяких надбюджетних моделей) оснащені вбудованим Wi-Fi адаптером, що дозволяє підключитися до інтернету без проводів. Точки доступу Wi-Fi є в багатьох кафе, розважальних центрах, аеропортах, готелях. Існують також міські Wi-Fi мережі, які дозволяють підключитися до бездротової мережі в багатьох районах міста. Настільні комп'ютери звичайно не містять вбудованого Wi-Fi адаптера (за винятком деяких дорогих моделей і більшості неттопів), втім, для стаціонарних комп'ютерів цей недолік неістотний.

У сумі всі переваги ноутбуків перед стаціонарними комп'ютерами складають основну якість ноутбуків: Мобільність.
Але окрім переваг, у ноутбуків є й недоліки:
- Висока ціна мабуть найголовніший недолік ноутбуків. Повністю укомплектований настільний комп'ютер (в комплекті з монітором, пристроями введення (клавіатурою і мишкою) і акустичною системою) рівною з ноутбуком вартості буде продуктивнішою.
- Низька максимальна продуктивність. Компактні розміри ноутбуків пред'являють особливі вимоги до охолодження, тому компоненти, що використовуються в ноутбуках, мають жорсткі обмеження щодо тепловиділення, а отже і потужності. Навіть потужні ігрові ноутбуки та мобільні робочі станції не можуть зрівнятися з продуктивними настільними ПК, призначеними для таких вимогливих завдань як комп'ютерні ігри, тривимірне моделювання і проектування, рендеринг, інженерні розрахунки тощо Нечисленні дескноути виправити становище не можуть, оскільки для них діють ті ж обмеження в габаритах і тепловиділенні, що і для інших ноутбуків. Тому в дескноутах встановлюються не найпродуктивніші настільні процесори і використовуються мобільні версії відеокарт.
- Обмеженість модернізації. На відміну від настільних комп'ютерів можливість модернізації ноутбуків сильно обмежена. У портативних комп'ютерах як правило передбачена можливість самостійної заміни оперативної пам'яті і жорсткого диска. Модернізація відеокарти в більшості ноутбуків не передбачена, хоча зустрічаються моделі, що дозволяють здійснити і заміну графічного адаптера. У разі необхідності заміни інших компонентів, у тому числі процесора і дисководу оптичних дисків рекомендується звертатися до кваліфікованих фахівців. У роздрібному продажі мобільні версії процесорів і відеокарт практично не зустрічаються.
- Питання сумісності з різними операційними системами. Виробники ноутбуків рідко здійснюють підтримку сімейства операційних систем, відмінних від встановленої на дану модель ноутбука. Крім того, в ноутбуках часто використовуються специфічні компоненти, тому проблеми сумісності з іншими ОС виникають значно частіше, ніж для настільних комп'ютерів.
- Недоліки ноутбуків, що є наслідком мобільності портативних комп'ютерів: Якість вбудованих компонентів. На відміну від настільних комп'ютерів, в ноутбук вбудовані дисплей і пристрої введення (клавіатура і тачпад). Це є безперечною гідністю ноутбуків, але разом з тим якість і зручність використання вбудованих компонентів часто невисокі. Клавіатура ноутбуків зазвичай має менше клавіш, ніж настільна (за рахунок поєднаного цифрового блоку клавіш), а розміри клавіш, особливо у субноутбуків і нетбуків, можуть бути дуже маленькими і незручними для деяких користувачів. Тачпад менш зручний, ніж комп'ютерна миша. Кут огляду і колірний обхват моніторів ноутбуків невисокі, що робить їх практично непридатними для обробки фотографій, розмір екрану в більшості моделей досить невеликий. Слід зазначити, що перераховані недоліки вбудованих елементів цілком закономірні для мобільних пристроїв і їх можна легко компенсувати підключенням зовнішніх компонентів (монітора, клавіатури, комп'ютерної миші), однак це збільшує кінцеву вартість ноутбука і трохи знижує мобільність портативного комп'ютера.
- Підвищена ймовірність поломки. Мобільність ноутбуків породжує ще одну проблему, яку теж іноді зараховують до недоліків портативних комп'ютерів — велика імовірність поломки в порівнянні з настільними ПК. Ноутбуки частіше кидають. Існує ймовірність зламати дисплей ноутбука при закритті кришки (якщо між клавіатурою і дисплеєм опиниться сторонній предмет). Якщо залити клавіатуру ноутбука якою-небудь рідиною, то велика імовірність виходу портативного комп'ютера з ладу (у той час як у настільному комп'ютері з ладу вийде тільки клавіатура). Разом з тим імовірність поломки захищених ноутбуків зазвичай набагато нижча, ніж у настільних комп'ютерів і порівняно з промисловими комп'ютерами.

## Обсяг виробництва
У 2008 році було продано 145,9 мільйонів ноутбуків, це число зросло в 2009 році до 177,7 мільйонів. Третій квартал 2008 року став перший кварталом, коли в світі ноутбуків продали більше настільних ПК — 38.6 млн проти 38.5 млн штук.
З активним завоюванням ринку планшетами і смартфонами, кількість ноутбуків почала скорочуватися. Так, вже в 2013 році доля ноутбуків на ринку України почала падати. Обсяги поставок ноутбуків впали на 20 %, причому, що кількість ПК знизилася лише на 11 %.
У 2014 році продажі ноутбуків в Україні впали на 54,5 %, до 722 тис. штук (дані IDC). В Казахстані падіння склало трохи менше — 43 %, у Росії — 23 %, але в деяких країнах (Польща — 8 %, Чехія — 18 %, Румунія — 25 %) було зростання, що у сумі далі падіння на ринках Центральної і Східної Європи на 14 %.
У 2017 році продажі ноутбуків у світі плануються на рівні 140—150 млн штук. Ноутбуки стали користуватися значно меншою популярністю, ніж смартфони і тому виробиники електроніки переорієнтовуються з випуску ноутбуків на смартфони.